# Edgar W. Hiestand
Edgar Willard Hiestand (ur. 3 grudnia 1888 w Chicago, zm. 19 sierpnia 1970 w Pasadenie) – amerykański polityk, członek Partii Republikańskiej.

## Działalność polityczna
W okresie od 3 stycznia 1953 do 3 stycznia 1963 przez pięć kadencji był przedstawicielem 21. okręgu wyborczego w stanie Kalifornia w Izbie Reprezentantów Stanów Zjednoczonych.